# Rejon ujarski
Rejon ujarski (ros. Уя́рский райо́н, Ujarskij rajon) – rejon administracyjny i komunalny Kraju Krasnojarskiego w Rosji. Centrum administracyjnym rejonu jest miasto Ujar, którego ludność stanowi 57,8% populacji rejonu. Został on utworzony 4 kwietnia 1924 roku.

## Położenie
Rejon ma powierzchnię 2 196 km² i znajduje się w południowo-środkowej części Kraju Krasnojarskiego, granicząc na północy z rejonem suchobuzimskim, na wschodzie z rejonem rybińskim, na południu z rejonem partizańskim, na zachodzie z rejonem mańskim, a na północnym zachodzie z rejonem bieriozowskim.

## Ludność
W 1989 roku rejon ten liczył  mieszkańców 29 241, w 2002 roku 24 559, w 2010 roku 21 933, a w 2011 zaludnienie wyniosło 22 358 osób.

## Podział administracyjny
Administracyjnie rejon dzieli się na 9 sielsowietów oraz jedno miasto.